# Strážovský rybník
Strážovský rybník se nalézá na Hradčanském potoce asi 2 km východně od centra obce Hradčany v okrese Česká Lípa. 
Rybník je součástí PR Hradčanské rybníky a zároveň je součástí rozlehlého chráněného území Evropy programu Natura 2000 s názvem Ptačí oblast Českolipsko - Dokeské pískovce a mokřady. Tato oblast zahrnuje mimo jiné i Máchovo jezero, Hradčanské rybníky, Novozámecký rybník a řadu rezervací a přírodních památek jižní části okresu Česká Lípa.

## Galerie

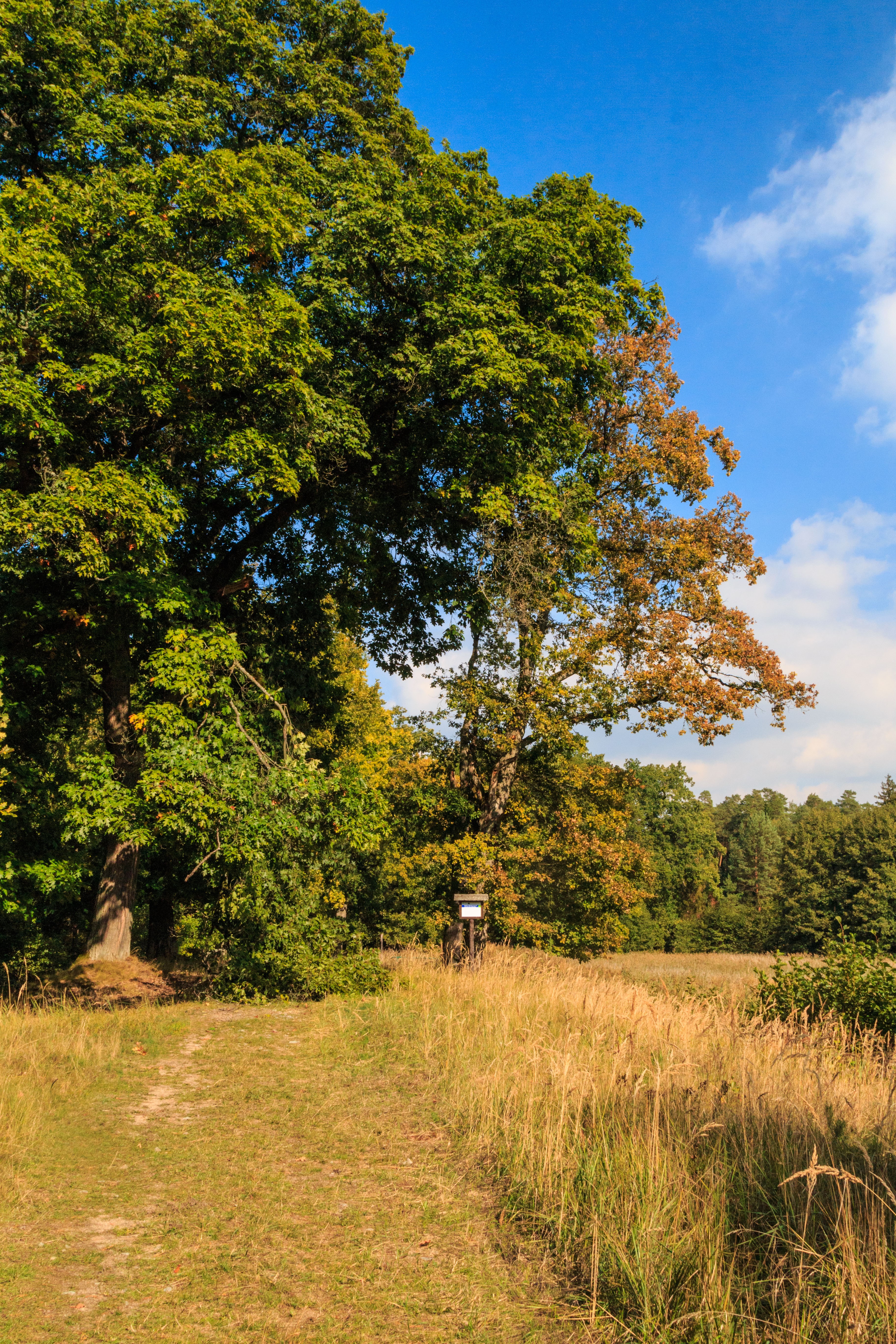
pohled na Strážovský rybník u Hradčan
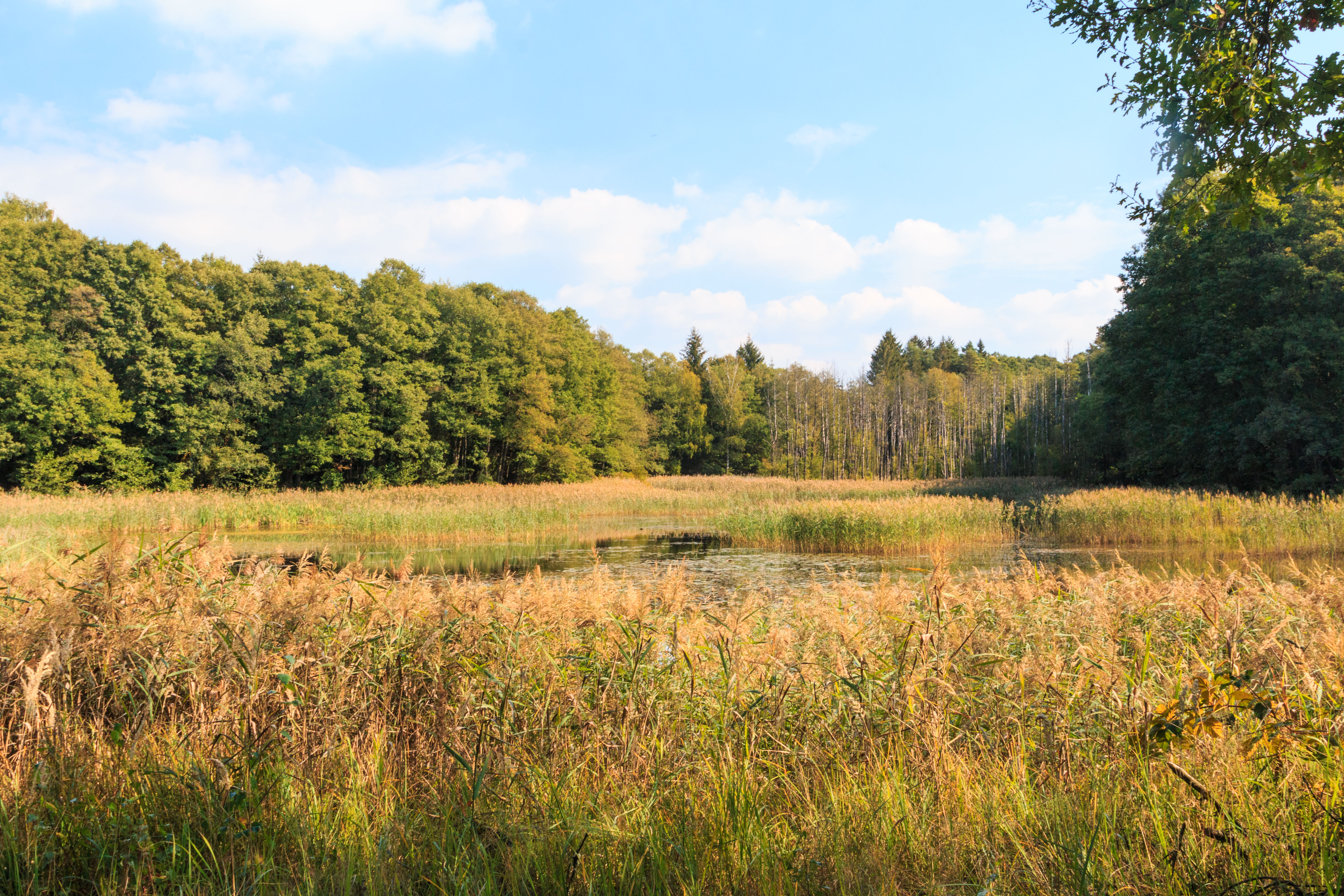
pohled na Strážovský rybník u Hradčan
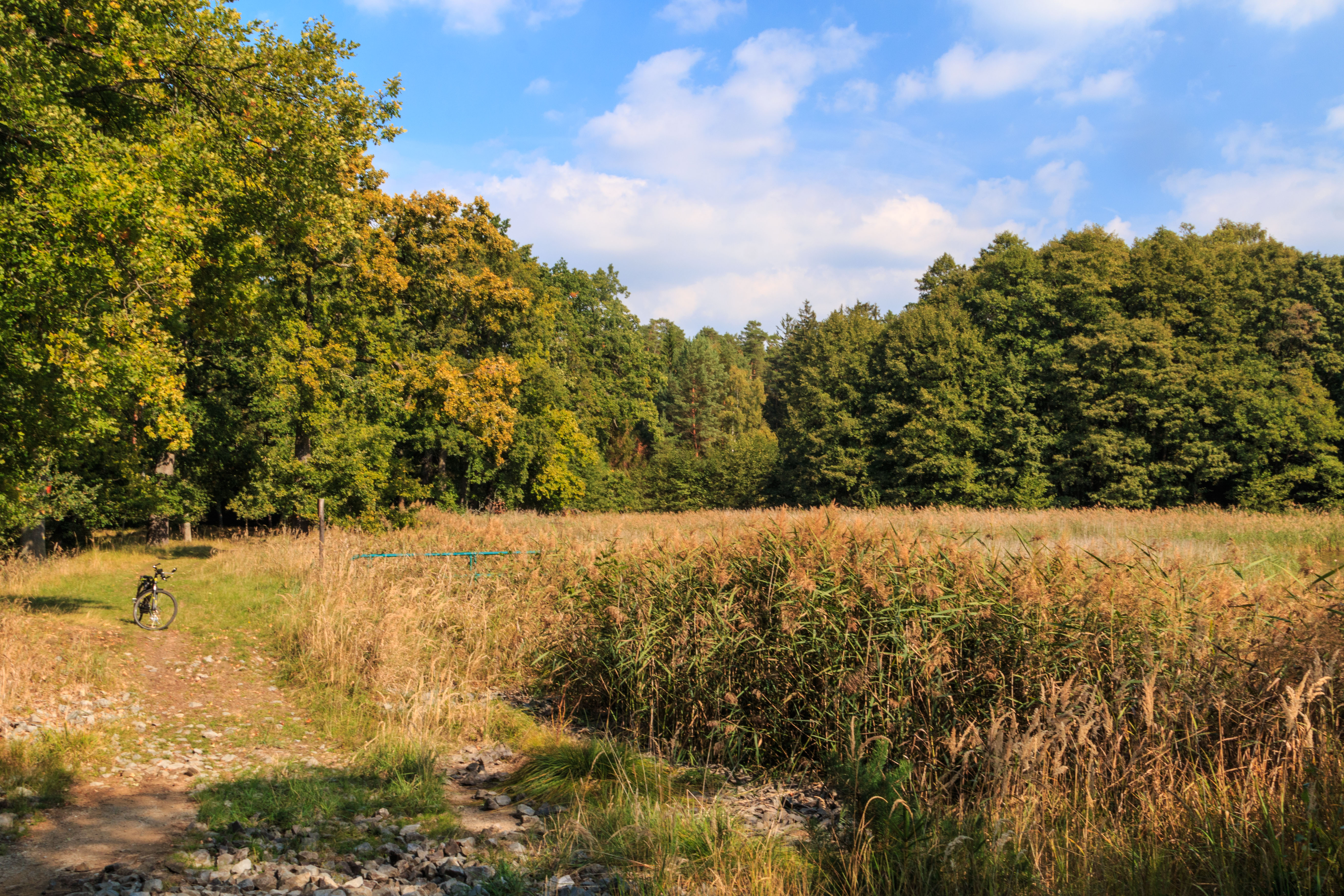
pohled na Strážovský rybník u Hradčan
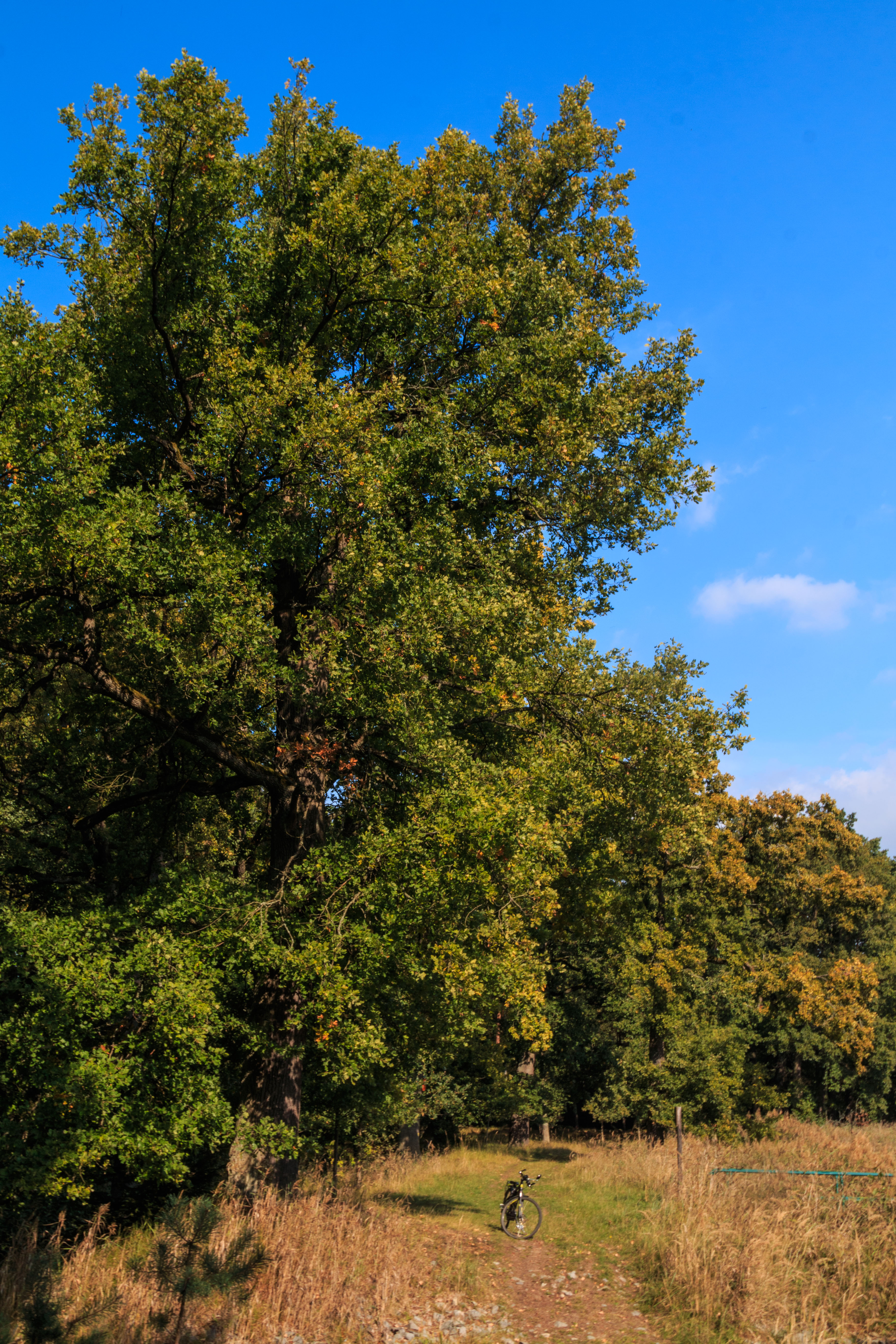
pohled na Strážovský rybník u Hradčan